# Лалла-Хедиджа
Лалла-Хедиджа (араб. لالة خديجة‎, кабильск. Tamgut Aâlayen или Azeru amghur) — гора, расположенная на севере Алжира, входит в состав хребта Джурджура горной цепи Телль-Атлас. Возвышаясь на 2308 м (7572 футов) над уровнем моря, является высочайшей точкой Телль-Атласа.
В зимнее время года вершина горы, как правило, покрыта снегом.